# جيمس هندرسون بلونت
جيمس هندرسون بلونت (بالإنجليزية: James Henderson Blount)‏ هو دبلوماسي ومحامي وسياسي أمريكي، ولد في 12 سبتمبر 1837 في مقاطعة جونز في الولايات المتحدة، وتوفي في 8 مارس 1903 في ماكون في الولايات المتحدة. حزبياً، نشط في الحزب الديمقراطي. وقد انتخب عضو مجلس النواب الأمريكي عن دائرة الدائرة الكونغرسية السادسة لجورجيا ‏ (4 مارس 1873 – 3 مارس 1893).